# Schlacht bei Kunaxa

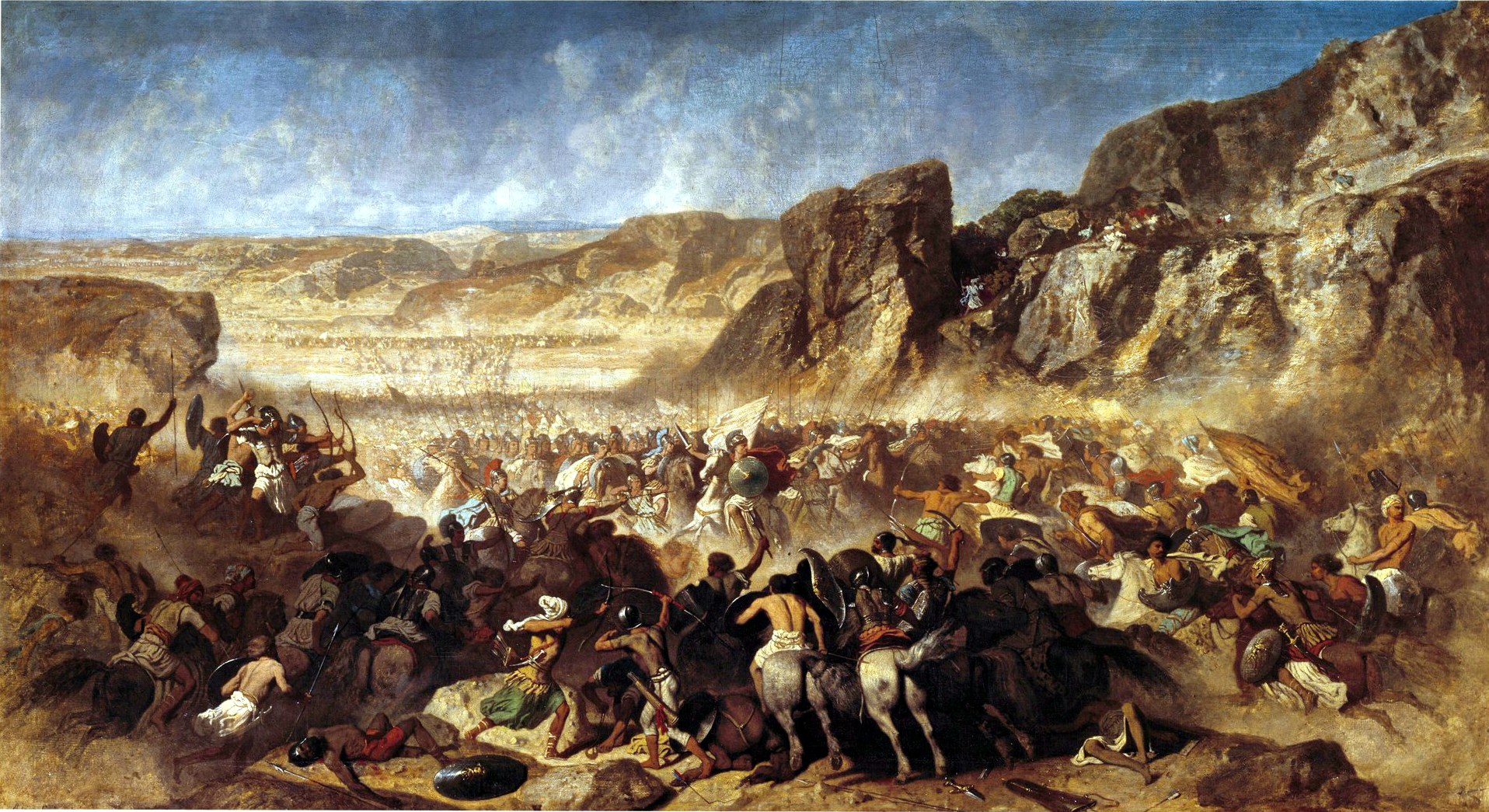
Schlacht bei Kunaxa nach dem Gemälde von Adrien Guignet

Die Schlacht von Kunaxa wurde am 3. September 401 v. Chr. etwas nördlich von Babylon am Euphrat zwischen den Heeren König Artaxerxes’ II. und seines Bruders Kyros des Jüngeren um die Herrschaft im Persischen Reich geschlagen. Im Verlauf der Schlacht wurde Kyros getötet, woraufhin dessen griechisches Söldnerheer sich in anstrengenden Märschen unter Abwehr persischer Angriffe den Rückweg freikämpfen musste (Zug der Zehntausend).

## Vorgeschichte
Der Thronstreit zwischen Artaxerxes II. und dessen von Sparta unterstütztem Bruder Kyros hatte einen Krieg zwischen Persien und Sparta ausgelöst. Aufgrund der schlechten Leistungen Artaxerxes II. (König ab 404 v. Chr.) im Kampf gegen die Freiheitsbestrebungen Ägyptens, vor allem aber aufgrund eigenen Ehrgeizes, wollte sein jüngerer Bruder Kyros die Regierung des Achämenidenreiches übernehmen. Im Einverständnis mit seiner Mutter Parysatis versuchte er es zuerst mit einem Attentat, das aber scheiterte. Daraufhin bewirkte sie seine Versetzung nach Kleinasien, wo er ungefährdet einen Kriegszug gegen seinen Bruder vorbereiten konnte.
Mit Unterstützung Spartas, dessen Parteigänger Kyros im Peloponnesischen Krieg (431 v. Chr. bis 404 v. Chr.) gewesen war, gewann er ein stattliches Heer griechischer Söldner. Mit diesen Truppen sowie einer großen Armee, die aus den Völkern des Perserreichs rekrutiert worden war, zog Kyros von Sardes im Frühjahr 401 v. Chr. unter anfänglicher Nennung eines falschen Kriegsziels östlich durch Kleinasien über die Pässe des Tauros nach Issos, wo er Verstärkungen erhielt. Das eigentliche Ziel des Feldzugs, der Sturz von Artaxerxes II., erklärte er dem Heer erst in Thapsakos am Euphrat. Beim weiteren Vormarsch entlang des Euphrat entdeckte das Heer des Kyros am frühen Nachmittag des 3. September 401 v. Chr. das Herannahen der feindlichen Streitkräfte des Artaxerxes II., woraufhin es sich eilends in Schlachtordnung aufstellte.

## Truppenstärken und Schlachtordnung

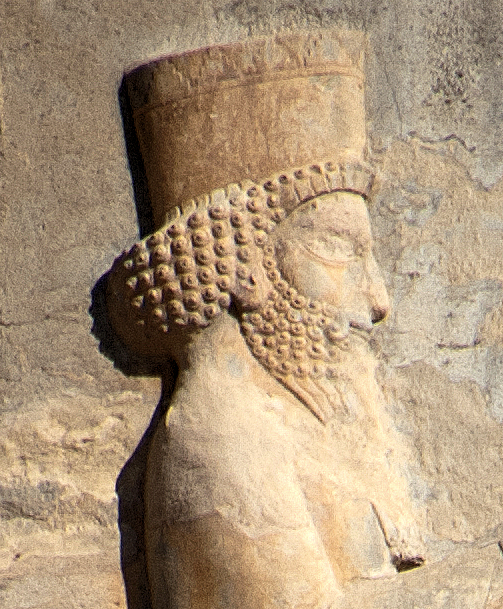
Reliefbildnis von Artaxerxes II.

Bei einer einige Zeit vor der Entscheidungsschlacht erfolgten Zählung stellte Kyros die Zahl seiner Streitkräfte fest. Demnach bestand sein griechisches Söldnerkontingent laut Xenophon aus 10.400 Hopliten und 2.500 Peltasten (Leichtbewaffnete). Die Angabe der Stärke der einheimischen persischen Armee, die Kyros zur Verfügung stand, wird von Xenophon stark übertrieben auf 100.000 Mann und 20 Sichelwagen angegeben. Realistischer dürfte sein persisches Kontingent 30.000 bis 40.000 Krieger umfasst haben. Für das Heer des Artaxerxes II. nennt Xenophon noch viel übertriebenere Zahlen. Es soll 1,2 Millionen Mann und 200 Streitwagen gehabt haben; und ferner wäre der Großkönig auch von 6000 Reitern begleitet gewesen. Diese Streitkräfte des Perserkönigs seien in vier gleich starke Gruppen eingeteilt gewesen. Da aber einer von deren Führern, Abrokomas, mit seinen Abteilungen nicht rechtzeitig eingetroffen sei, hätte Artaxerxes für die Entscheidungsschlacht nur über 900,000 Mann und 150 Sichelwagen verfügt. Als die drei weiteren Kommandanten der restlichen Heeresgruppen nennt Xenophon den persischen Feldherrn Tissaphernes, den Satrapen von Babylonien, Gobryas, und den Satrapen von Medien, Arbakes. Ephoros gibt eine niedrigere Zahl von 400.000 Kriegern für Artaxerxes’ Heer an, die aber immer noch deutlich zu hoch ist.
Kyros stellte sich mit 600 Panzerreitern in der Mitte seiner Schlachtordnung auf. Auf dem linken Flügel stand unter dem Kommando des Ariaios die Hauptmasse der persischen Infanterieverbände, dazu etwa 1000 Reiter. Der spartanische Feldherr Klearchos befehligte die griechischen Söldner auf dem rechten Flügel, der sich direkt beim Ufer des Euphrat befand. An der linken Seite der Griechen waren kretische Bogenschützen und an ihrer rechten Seite rund 1000 paphlagonische Kavalleristen positioniert. Das Gepäck der Armee und die Frauen, welche die Streitkräfte begleiteten, ließ Kyros hinter den persischen Fußsoldaten platzieren. Sein Plan sah zuerst einen Vorstoß der Hopliten vor, deren Angriff zum Durchbrechen der feindlichen Linie führen sollte, um danach eine Reiterattacke auf das gegnerische Zentrum ausführen zu können, wo sich Artaxerxes II. befand. Letzterer hatte einen starken Reiterverband in seiner unmittelbaren Nähe, und auf seinem linken Flügel kommandierte Tissaphernes die dort aufgestellten persischen Kavalleristen, ägyptischen Infanteristen sowie Bogenschützen. Eine Reihe von Sichelwagen ließ der persische Großkönig vor der Linie seiner Streitkräfte positionieren. Die Frontausdehnung des Heeres von Artaxerxes II. war wegen seiner numerischen Überlegenheit bedeutend länger als jene der Streitkräfte des Kyros. Sie ragte weit über Kyros’ linken Flügel hinaus, sodass sich Artaxerxes II. diesem feindlichen Flügel gegenübersah.

## Verlauf
Auf Befehl des Kyros sollte Klearchos mit seinen Söldnern schräg nach links schwenken und das Zentrum der feindlichen Armee, wo sich Artaxerxes II. befand, direkt angreifen. Klearchos hatte aber Bedenken, seine Truppe vom Euphrat weg nach links zu führen, um nicht auch von rechts überflügelt werden zu können. Als die persischen Truppen des Großkönigs vorrückten, stimmten die Griechen einen Schlachtgesang an und stürmten im Laufschritt gegen den feindlichen linken Flügel an. Sie stießen einen Schlachtruf zu Ehren des Kriegsgottes Enyalios aus, und einige Söldner klatschten auch die Speere auf ihre Schilde, um durch den Lärm die gegnerischen Pferde scheu zu machen. Ehe es noch zu Pfeilschüssen kam, ergriffen die Truppen des gegnerischen Flügels laut Xenophon die Flucht, ebenso die Wagenlenker der Sichelwagen. Die herrenlosen Gefährte rasten auf die Griechen zu, die aber zum größten Teil rechtzeitig auswichen. Klearchos griff aber nun nicht, wie Kyros gewünscht hatte, die Stellung des Artaxerxes II. an, sondern verfolgte mit seiner Truppe den fliehenden linken Flügel des persischen Großkönigs weitere vier Meilen. Damit verlor er den Kontakt zu Kyros.
Tissaphernes war mit seinen Panzerreitern in die durch den Ansturm der Griechen entstandene Lücke vor Kyros’ Zentrum gestoßen. Ein anderes persisches Reiterkontingent führte ein Wendemanöver durch, um den von Ariaios’ kommandierten Truppen in den Rücken zu fallen; und eine dritte Gruppe von Artaxerxes’ Streitkräften kämpfte sich durch die feindliche paphlagonische Reiterei hindurch und tauchte hinter Kyros’ rechtem Flügel auf. Nun stürmte Kyros mit seinen Panzerreitern auf seinen Bruder zu, schlug den Großteil der numerisch weit überlegenen feindlichen Reiterei in die Flucht und soll selbst deren Anführer, Artagerses, erschlagen haben. Als er Artaxerxes II. erblickte, rief er angeblich: „Ich sehe den Mann“. Xenophon beruft sich auf den Bericht des in der Nähe des persischen Großkönigs weilenden Ktesias, dass Kyros nach diesem Ausruf direkt auf seinen Bruder zusprengte und ihn durch einen Speerwurf durch den Panzer im Brustbereich verletzte. Daraufhin traf aber ein Gefolgsmann des Großkönigs Kyros mit einem Wurfspeer dicht unter dem Auge. Diese Attacke bewirkte Kyros’ Tod. Über die genauen Umstände seines Todes gab es aber auch abweichende Versionen. Jedenfalls war mit Kyros’ Tod der Krieg zugunsten von Artaxerxes II. entschieden. Er blieb König und ließ dem Leichnam seines Bruders den Kopf und die rechte Hand abschneiden. Die Leichenteile wurden öffentlich ausgestellt, wie es die persische Strafe für Aufrührer vorsah.

## Folgen
Unter der Führung des Atheners Xenophon schlug sich das griechische Heer durch das ganze Perserreich hindurch und erreichte die mit griechischen Städten besetzte Südküste des Schwarzen Meeres. Diese wundersame Rettung der griechischen Söldner ging durch Xenophon als Zug der Zehntausend (siehe Anabasis) in die Geschichte ein. Diese Unternehmung zeigte den Griechen erstmals, dass das gewaltige Perserreich auch innerhalb seiner Grenzen nicht unbesiegbar war. Schließlich schaffte es tatsächlich Alexander der Große in der Nachfolge seines Vaters Philipp II., die Perser in einem gewaltigen Feldzug zu bezwingen (Alexanderzug, 334 bis 324 v. Chr.).
In der Folge der Schlacht bei Kunaxa waren die Beziehungen zwischen Sparta und dem Großkönig recht kühl. Ktesias von Knidos diente 398 v. Chr. als Vermittler zwischen dem Großkönig und dem in der Ägäis operierenden Athener Feldherrn Konon, der später die persische Flotte leitete und seine Stellung dazu nutzte, Athen enger an Persien zu binden.